# Šiacu
Šiacu (japonsky: 指圧, v anglickém přepise Shiatsu, v překladu tlak prsty) je japonská masážní technika, založená na východní léčebné tradici a západní fyziologii a psychologii. Šiacu pracuje s akupunkturními dráhami a body (jap. cubo) s cílem obnovit přirozený tok vitální energie (jap. ki), a tak nastolit energetickou rovnováhu v těle.

## Historie
Šiacu má kořeny v tradiční japonské masážní technice nazývané Anma, která byla založena na tradiční čínské medicíně, jež přicházela do Japonska od šestého století. Anma začala upadat v období Edo (1603–1867), kdy ji praktikovali převážně slepí maséři a její léčebný aspekt se začal vytrácet. Obrození této metody znamenalo až vydání knihy Shiatsu Hō v roce 1919. Autor publikace Tenpaku Tamai studoval Anmu a další tradiční terapeutické metody a také západní anatomii, fyziologii a masážní techniky. Ve své práci tyto metody spojil a rozšířil je znovu o duchovní rozměr léčby. Ve zmíněné knize se také poprvé užívá termín „šiacu“.
Jedním z následovníků Tenpaku Tamaie byl Tokujiro Namikoshi (1905–2000), který v roce 1925 otevřel první kliniku šiacu a v roce 1940 první školu šiacu. V Japonsku se Tokujiro Namikoshi zasloužil o oficiální uznání stylu šiacu ministerstvem zdravotnictví (1957), ovšem za tímto účelem z něj odstranil většinu východních vlivů.
Další význačná osobnost je Shizuto Masunaga (1925–1981), který se jako psycholog zajímal i o duševní a duchovní rozměry terapie. Do šiacu vrátil aspekty tradiční východní léčby a svoji práci shrnul v knize Shiatsu (1974). Jeho styl je známý jako zen šiacu.
V druhé polovině dvacátého století vzniklo ještě několik směrů šiacu (viz kapitola o stylech), překotný rozvoj zažila tato metoda hlavně po roce 1980, když se dostala do USA a západní Evropy.

## Základní princip
Šiacu obnovuje energetickou rovnováhu těla – energie je blokovaná nebo neproudí. Když se jí někde hromadí moc nebo k některým částem těla nemůže, vznikají blokády a působí např. duševní nerovnováhu. Západní medicína užívá pojem „psychosomatické poruchy“ či
„civilizační choroby“.
Pomocí protahování, tlaku nebo dotyku uvádí šiacu do pohybu energii v akupunkturních drahách, a tím obnovuje energetickou rovnováhu těla. Šiacu užívá paletu technik – dynamické uvolňování napjatých partií i klidné užití tlaku k tonizaci prázdných míst v těle. Pracuje se prsty, dlaněmi, lokty, koleny nebo chodidly. Účinky šiacu jsou hluboce uvolňující a zároveň posilující.
Základní princip šiacu je jednoduchý – při šiacu terapeut pouze pomáhá masírovanému spojit se s léčivou schopností vlastního těla, a tak obnovit jeho zdraví. Tato práce ovlivňuje nejen fyzický stav, ale i emocionální a mentální stav ošetřovaného.

## Průběh ošetření
Ošetření obvykle probíhá na podložce na zemi, ošetřovaný je při masáži oblečený a nepoužívají se žádné oleje ani emulze. Samotné ošetření může trvat od 45 do 90 minut, často mu předchází krátký rozhovor; po ošetření následuje čas na odpočinek.

## Použití šiacu
Šiacu je vhodné pro každého – i pro malé děti, těhotné ženy nebo starší lidi - pokud se klientovi přizpůsobí a pokud se přihlédne ke kontraindikacím (viz níže).

### Indikace

#### Prevence
Šiacu, podobně jako většina východních léčebných metod, klade důraz na prevenci. Základní myšlenkou je starat se o drobnější zdravotní nerovnováhy (například tělesné napětí ze stresu) dříve, než přerostou ve vážnou nemoc (například žaludeční vřed).

#### Chronické potíže neznámého původu
Klienti často vyhledávají šiacu, cítí-li se nepříjemně a západní medicína nediagnostikuje žádné konkrétní onemocnění. Příkladem takových stavů jsou dlouhodobé bolesti hlavy, zad nebo kloubů, chronická únava, nespavost, menstruační potíže nebo problémy s trávením.

#### Psychika a rozvoj osobnosti
Ve východní léčebné tradici tvoří fyzické tělo, mysl a duch jeden celek. Obnovováním energetické rovnováhy ovlivňuje šiacu nejen fyzický, ale i mentální a emocionální stav klienta. Šiacu tak pomáhá i při psychických potížích, případně se může stát nástrojem k všestrannému rozvoji osobnosti.

#### Fyzická zranění
Šiacu se jako kombinace fyzické manipulace a práce s energií hodí k rehabilitaci následků po úrazech pohybového aparátu nebo následků po cévních příhodách.

#### Vážné nemoci
Šiacu není technika určená k léčení akutních stavů a vážných nemocí. Pokud má terapeut podezření na takový stav, měl by klienta poslat k lékaři. Proto také záleží na vzdělání terapeuta (viz níže školy šiacu). Na druhé straně šiacu může klientovi pomoci lépe zvládat následky intenzivní léčby (např. chemoterapie, ozařování, pooperační stav) nebo chronické nemoci (např. vysoký krevní tlak).

#### Těhotenství
Šiacu se nedoporučuje v první třetině těhotenství (viz kontraindikace). V následujících měsících může například ulevit nastávající matce od těhotenské nevolnosti, bolesti bederní páteře nebo hlavy, případně pomoci s navázáním lepšího vztahu s plodem. V každém případě jsou během těhotenství kontraindikovány některé akupunkturní body.

### Kontraindikace
Šiacu je obecně kontraindikováno v následujících případech:
- akutní stav nemoci (např. chřipka) s horečkou
- rakovina
- osteoporóza
- první třetina těhotenství
- lokální kontraindikace: křečové žíly, čerstvé jizvy, ekzémy a další porušení kůže, zanícené klouby.

Dále by ošetření neměl podstupovat klient s plným žaludkem (krátce po jídle) ani osoba pod vlivem alkoholu nebo jiných omamných látek.

## Styly
Během druhé poloviny dvacátého století z původního Namikoshiho stylu odvodili následovníci několik odlišných škol šiacu.
- Namikošiho styl šiacu – styl, který je v Japonsku uznaný jako oficiální terapie. Klade důraz na západní fyziologii.
- Zen šiacu – styl je syntézou principů tradiční čínské medicíny a západní fyziologie a psychologie; buddhistický pojem zen označuje schopnost žít přítomností, být tady a teď ... masírovaný se postupně

uvolňuje a začíná vnímat sám sebe. Základním principem zen šiacu je vyrovnávání momentální prázdnoty a plnosti. Zakladatel stylu psycholog Šizuto Masunága se zajímal o psychologické, emocionální a duchovní aspekty energetické nerovnováhy, věnoval výraznou pozornost akupunkturním drahám (meridiánům) a objevil prodloužení klasických akupunkturních drah.
- Makrobiotické šiacu – pracuje s klasickými akupunkturními dráhami a také s principy makrobiotiky.
- Ohashiatsu – je syntézou různých stylů šiacu, kterou vytvořil Wataru Ohashi.
- Šiacu pěti elementů – spočívá hlavně v teorii Pěti elementů a zahrnuje i některé makrobiotické principy.

V posledních letech vznikají i směry rozšiřující šiacu o další aspekty. Například Shintai klade důraz na přední a zadní dráhu, Watsu je šiacu ve vodě a Tantsu přidává prvky tantry.

## Právní status šiacu

### Ve světě
V Japonsku je šiacu státem uznáno jako oficiální a samostatná léčebná metoda. Praktik šiacu v Japonsku musí mít osvědčení ministerstva zdravotnictví a k tomu musí absolvovat tříleté vzdělávání v rozsahu 2200 hodin na univerzitě, která je akreditována ministerstvem.
Každá země dává šiacu jiný právní status a má jiný způsob akreditování praktiků, který se často váže k masérskému osvědčení nebo se s ním překrývá, což není optimální stav, protože šiacu je mnohem obsáhlejší disciplína než klasická masáž.
Snaha o právní uznání šiacu a standardizaci učebních osnov probíhá hlavně v USA, Kanadě a zemích EU. V Americe se na tomto procesu podílí profesní organizace American Organization for Bodywork Therapies of Asia (AOBTA Archivováno 13. 1. 2008 na Wayback Machine.), v Evropě Evropská Federace Shiatsu (European Shiatsu Federation – ESF Archivováno 26. 12. 2007 na Wayback Machine.).

## Vzdělání a školy šiacu
Pro praktikování šiacu je třeba znalostí z tradiční čínské medicíny (základní teorie, akupunkturní dráhy a body a mechanizmy nemoci a jejího odstranění), západní medicíny (anatomie, fyziologie, psychologie a patologie) a také masážní zručnosti.
Vzhledem k právnímu vakuu, ve kterém se šiacu v ČR nachází (šiacu je považováno zákonem za rozšíření klasické masáže, i když je ve skutečnosti samostatnou a mnohem obsáhlejší disciplínou), nejsou osnovy škol šiacu jednotné – některé školy se dají dokončit během dvou víkendů, jiné trvají tři roky a zahrnují stovky hodin výuky a praxe.
Úroveň terapeuta je odpovídající. Pokud si budete vybírat školu nebo svého terapeuta, vezměte tuto informaci v úvahu.
Seznam českých škol šiacu (abecedně):
- Academie Kidokai Shiatsu Archivováno 21. 9. 2020 na Wayback Machine.
- Aikido Vinohrady Praha – pravidelná výuka šiacu pro všechny, kteří se chtějí seznámit s touto masážní technikou
- Darja Shiatsu School – velká a zavedená škola šiacu
- International School of Healing Arts Archivováno 1. 5. 2019 na Wayback Machine. - učitel Seymour Koblin (přímý žák Wataru Ohashiho, Shizuko Yamamoto, Anne Marie Colbin, Michio a Aveline Kushi)
- Shiatsu centrum Ostrava
- Shiatsu Rojin-Lijang
- Škola shiatsu - klade důraz na duchovní praxi studentů a celostní pojetí člověka